# Rund um Berlin 1971
Rund um Berlin 1971 war die 65. Austragung des ältesten deutschen Eintagesrennens Rund um Berlin. Es fand am 18. September über 196 Kilometer statt.

## Rennverlauf
84 Fahrer aus acht Ländern stellten sich dem Starter. Start und Ziel war die Radrennbahn Berlin-Weißensee. Kälte und Regen erschwerten den Fahrern das Rennen. Kurz nach dem Start setzten sich Karl-Heinz Oberfranz, Manfred Kummich und Uwe Unterwalder vom Hauptfeld ab und fuhren bis Kilometer 75 einen Vorsprung von mehr als zwei Minuten heraus. Im Verlauf des Rennens erreichten bei Kilometer 160 sechzehn weitere Fahrer die Spitze und es entstanden mehrere neue Gruppen. Der spurtstarke Oberfranz fiel nach Reifendefekt zurück. Sieben Fahrer gingen in das Finale, in dem Michael Milde den Sprint gewann.
|      | Fahrer              | Verein               | Zeit (h)    |
| ---- | ------------------- | -------------------- | ----------- |
| 0 1. | Michael Milde       | TSC Berlin           | 4:54:30 h   |
| 02.  | Bernd Knispel       | SC DHfK Leipzig      | + 00:01 min |
| 03.  | Erwin Raidt         | SC DHfK Leipzig      | + 00:02 min |
| 04.  | Horst Brauer        | SC Dynamo Berlin     | + 00:03 min |
| 05.  | Dieter Gonschorek   | ASK Vorwärts Leipzig | + 00:04 min |
| 06.  | Wolfgang Fiedler    | SC Dynamo Berlin     | + 00:05 min |
| 015. | Valère Van Sweevelt | Belgien              | + 03:00 min |
| 016. | Louis Verreydt      | Belgien              | + 03:00 min |
| 0 …  |                     |                      |             |